# Loon-prijsspiraal
Een loon-prijsspiraal kan ontstaan als gestegen loonkosten per product worden doorberekend in de prijzen, en de aldus ontstane hogere prijzen op hun beurt weer tot hogere looneisen leiden.

## Werking
Wanneer de loonkosten sneller stijgen dan de gemiddelde arbeidsproductiviteit zal een producent de stijging van de loonkosten per eenheid product willen doorberekenen aan zijn afnemers om zo een acceptabele winstmarge te behouden. De consument die tevens werknemer is, ziet zich geplaatst voor hogere kosten van levensonderhoud en dus verlies aan koopkracht. De werknemer verlangt compensatie door loonindexering, zijn loon gaat omhoog, waarna de producent de prijzen weer wil verhogen, enzovoorts. Als zowel producenten als werknemers het lukt om hun hogere kosten volledig af te wentelen kan er een inflatie ontstaan met opeenvolgende prijs- en loonsverhogingen.

## Tempering
In werkelijkheid ontstaat niet zo gauw een duidelijk herkenbare spiraal. Allereerst gaat er zowel met prijsverhogingen als met loonsverhogingen tijd gepaard. Hierdoor zal er altijd een vertraging in de spiraal optreden. Daarnaast maken lonen maar een deel uit van de productiekosten, en een stijging van de lonen zal dus niet automatisch leiden tot een procentueel gelijke stijging van de prijzen. Ook kunnen afnemers in het buitenland terecht bij producenten die relatief goedkoper zijn geworden. Tot slot houden zowel producenten als afnemers voorraden aan. Als er al een spiraal ontstaat, dan zal deze, als er geen andere invloeden zijn, de neiging hebben om af te zwakken. 
De mogelijkheden om prijzen te verhogen of hogere looneisen te stellen hangen uiteraard af van de situatie op de afzetmarkt c.q. de arbeidsmarkt. 

## Beleid
Een loon-prijsspiraal kan de concurrentiepositie van een land schaden. Om die reden kan de overheid trachten om een loon-prijsspiraal in te dammen door bijvoorbeeld de belastingtarieven te verlagen of door prijzen of lonen te bevriezen. Het bekendste voorbeeld van dergelijk beleid in de Nederlandse situatie is het Akkoord van Wassenaar van 1982. Toen beloofden de werknemers de looneisen te matigen zodat de werkgevers de prijzen niet hoefden te verhogen.

## Omgekeerde spiraal
De spiraal kan in principe ook achtereenvolgende dalingen betreffen met deflatie als gevolg. Dan worden lagere prijzen door producenten in de vorm van lagere lonen afgewenteld op werknemers die door hun beperktere inkomen een kleinere vraag uitoefenen, waardoor de prijzen verder dalen.  In de moderne West-Europese situatie is dit door langlopende arbeidscontracten, alsmede wet- en regelgeving die loonsverlaging bemoeilijkt, vooral een theoretische situatie.

## Winst-prijsspiraal
Tijdens de inflatieperiode bij het economisch herstel na de coronapandemie bleek in 2023 dat de prijsstijgingen, mede als gevolg van de toegenomen energiekosten, niet zozeer het gevolg waren van een loon-prijsspiraal, maar eerder van een “winst-prijsspiraal”, spottend ook wel “graaiflatie” genoemd. De Europese Centrale Bank schreef daarover in haar Economisch Bulletin van maart 2023: “in het vierde kwartaal van 2022 waren de winsten per eenheid goed voor meer dan de helft van de groei van de binnenlandse kostendruk.”